# Горни (Смоленская область)
Горни — деревня в Кардымовском районе Смоленской области России. Входит в состав Каменского сельского поселения. Население — 8 жителей (2007 год). 
Расположена в центральной части области в 18 км к северо-западу от Кардымова, в 2,5 км севернее автодороги М1 «Беларусь». В 10 км юго-восточнее деревни расположена железнодорожная станция Присельская на линии Москва — Минск. 

## История
В годы Великой Отечественной войны деревня была оккупирована гитлеровскими войсками в августе 1941 года, освобождена в сентябре 1943 года.

## Известные люди
В деревне родился Герой Социалистического Труда Иван Петрович Голубев.